# Podbara
Podbara (en serbe cyrillique : Подбара) est un quartier de la ville de Novi Sad, la capitale de la province autonome de Voïvodine, en Serbie.
Podbara, dans son ensemble, est l'un des quartiers les plus anciens de Novi Sad ; en revanche, une partie des zones industrielles de la ville est située sur son territoire.

## Localisation

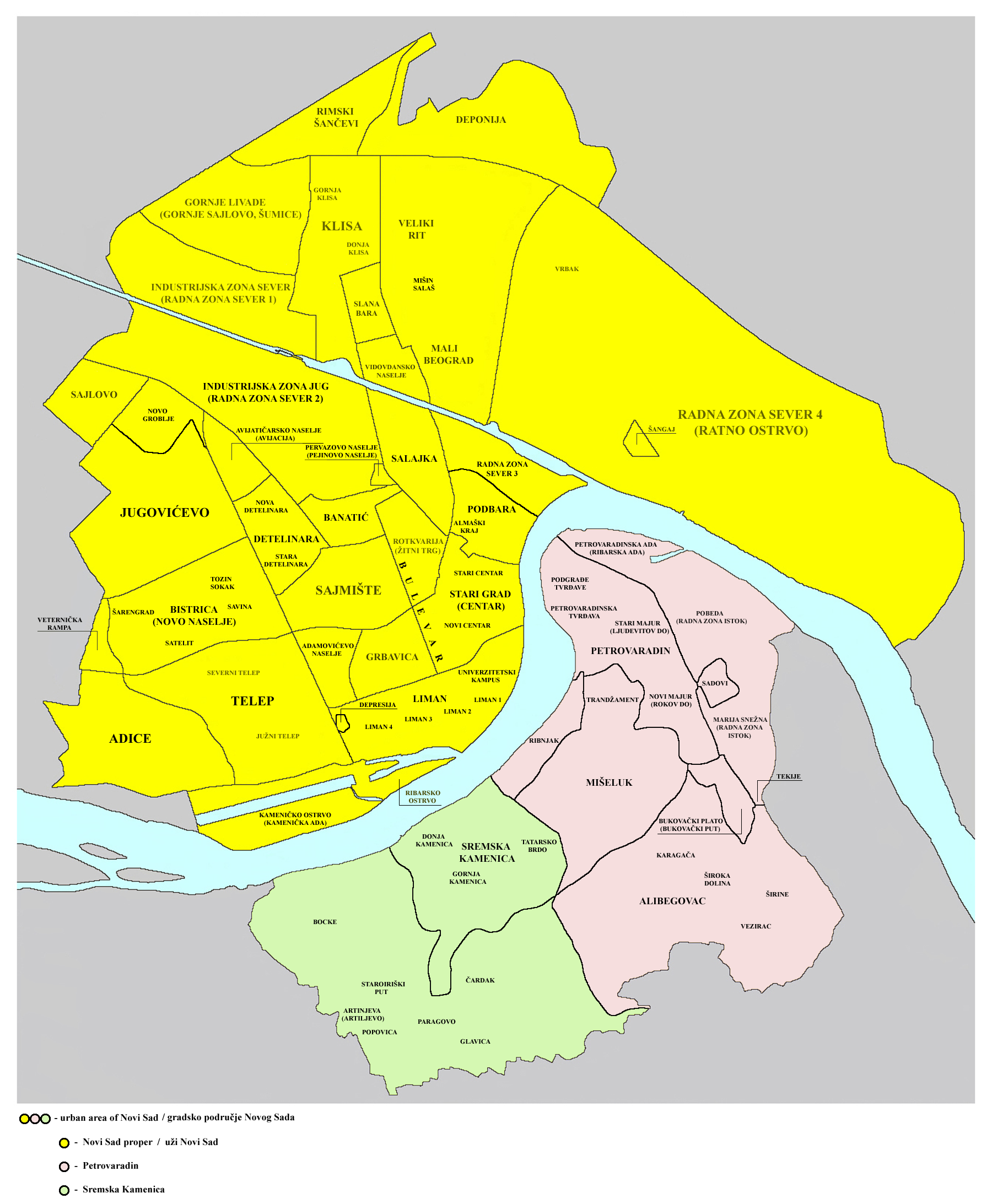
Plan de la zone urbaine de Novi Sad

Au sud, Podbara est délimité par la rue Miloša Bajića, par le Trg Republike (« place de la République »), par les rues Daničićeva, Zlatne grede, Pašićeva, Matice srpske (« rue de la Matica srpska »), Sterijina et Hadžić Svetića ; à l'ouest il est bordé par la rue Temerinska (la « rue de Temerin »), au nord par le canal Danube-Tisa-Danube et à l'est par le Danube.
Le quartier est entouré par ceux de Stari grad au sud et Salajka à l'ouest.

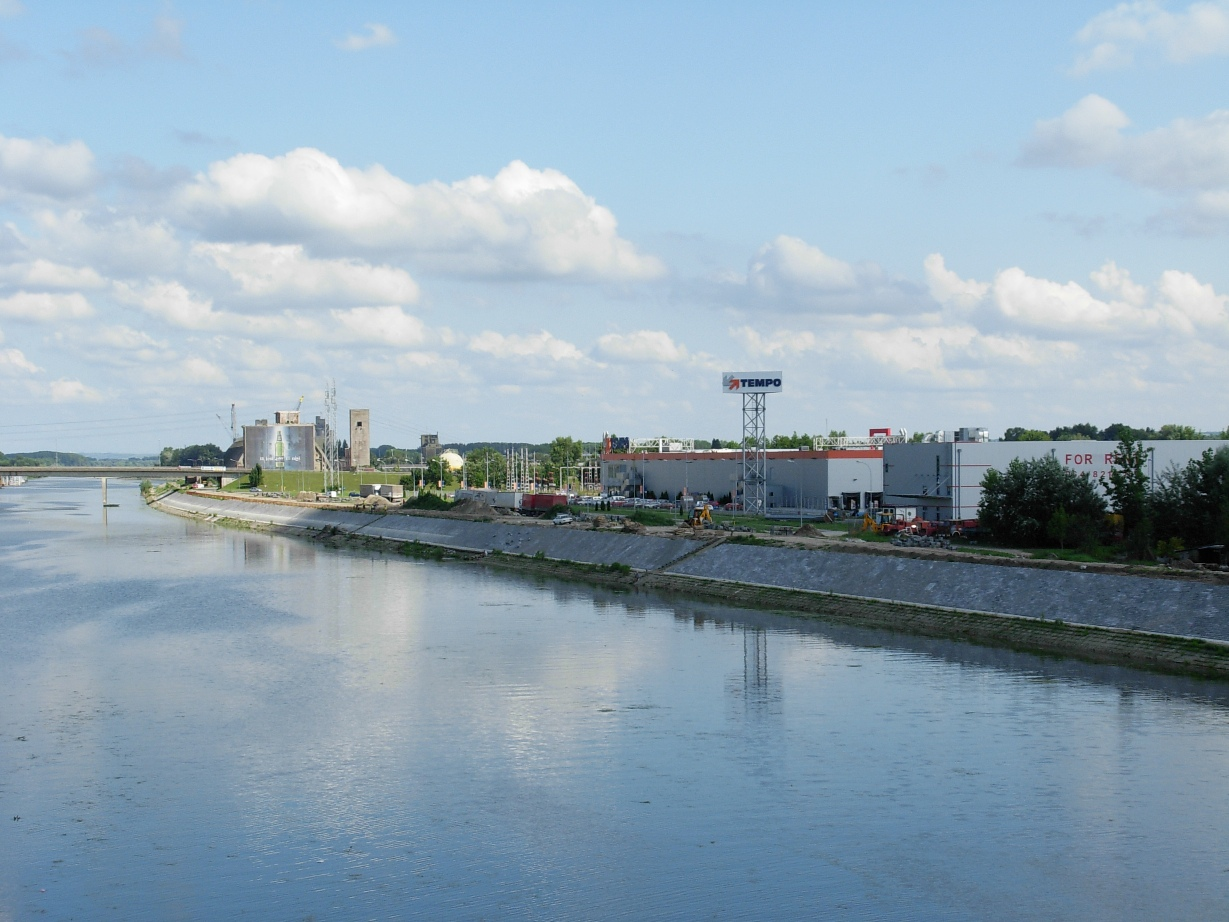
Le canal Danube-Tisa-Danube avec une vue sur la zone industrielle de Podbara

## Histoire

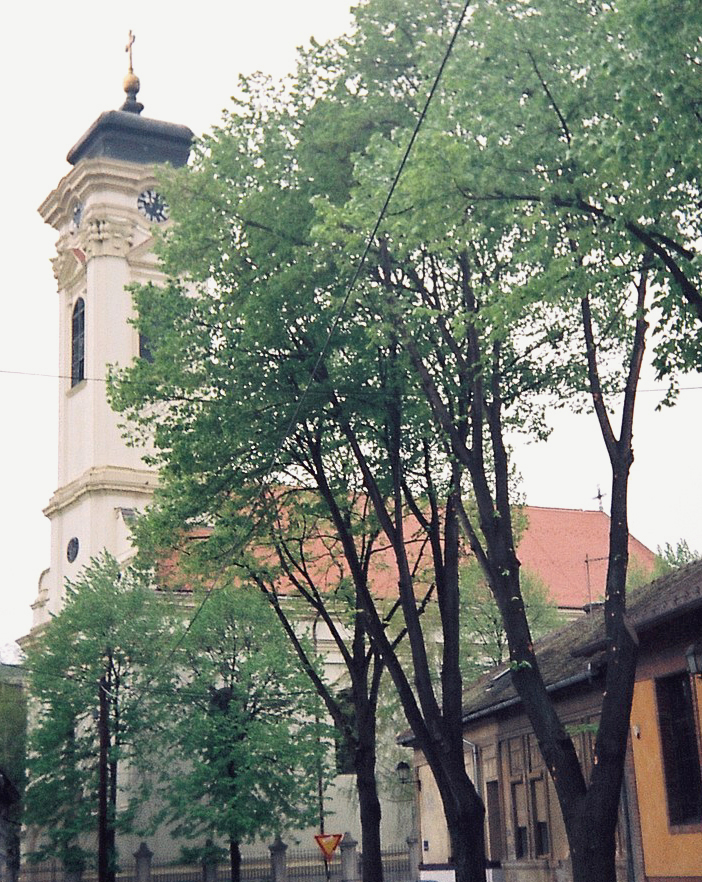
L'église d'Almaš

L'église d'Almaš rappelle l'ancien village d'Almaš qui était situé sur le territoire l'actuelle Novi Sad et dont le nom subsiste dans le quartier d'Almaški kraj qui recoupe partiellement celui de Podbara. L'église est dédiée aux « Trois saints Hiérarques » de l'Église orthodoxe serbe : Saint Jean Chrysostome, Saint Basile le Grand et Saint Athanase d'Alexandrie ; elle a été construite en 1797 dans un esprit classique par l'architecte Martin Kovčarski. Elle possède une iconostase peinte par Arsa Teodorović (vers 1768-1826). En raison de sa valeur patrimoniale, elle est inscrite sur la liste des monuments culturels d'importance exceptionnelle de la république de Serbie.

## Éducation
Dans le quartier se trouvent deux écoles élémentaires, l'école Đuro Daničić et l'école Ivan Gundulić, ainsi que l'école secondaire de transport Pinki et le lycée adventiste Živorad Janković.

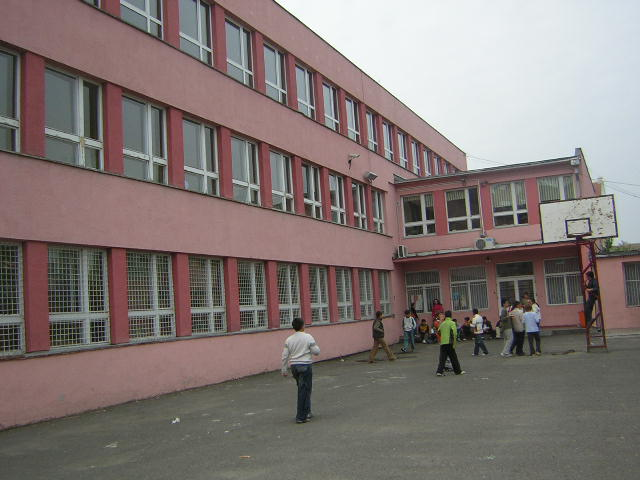
L'école élémentaire Ivan Gundulić
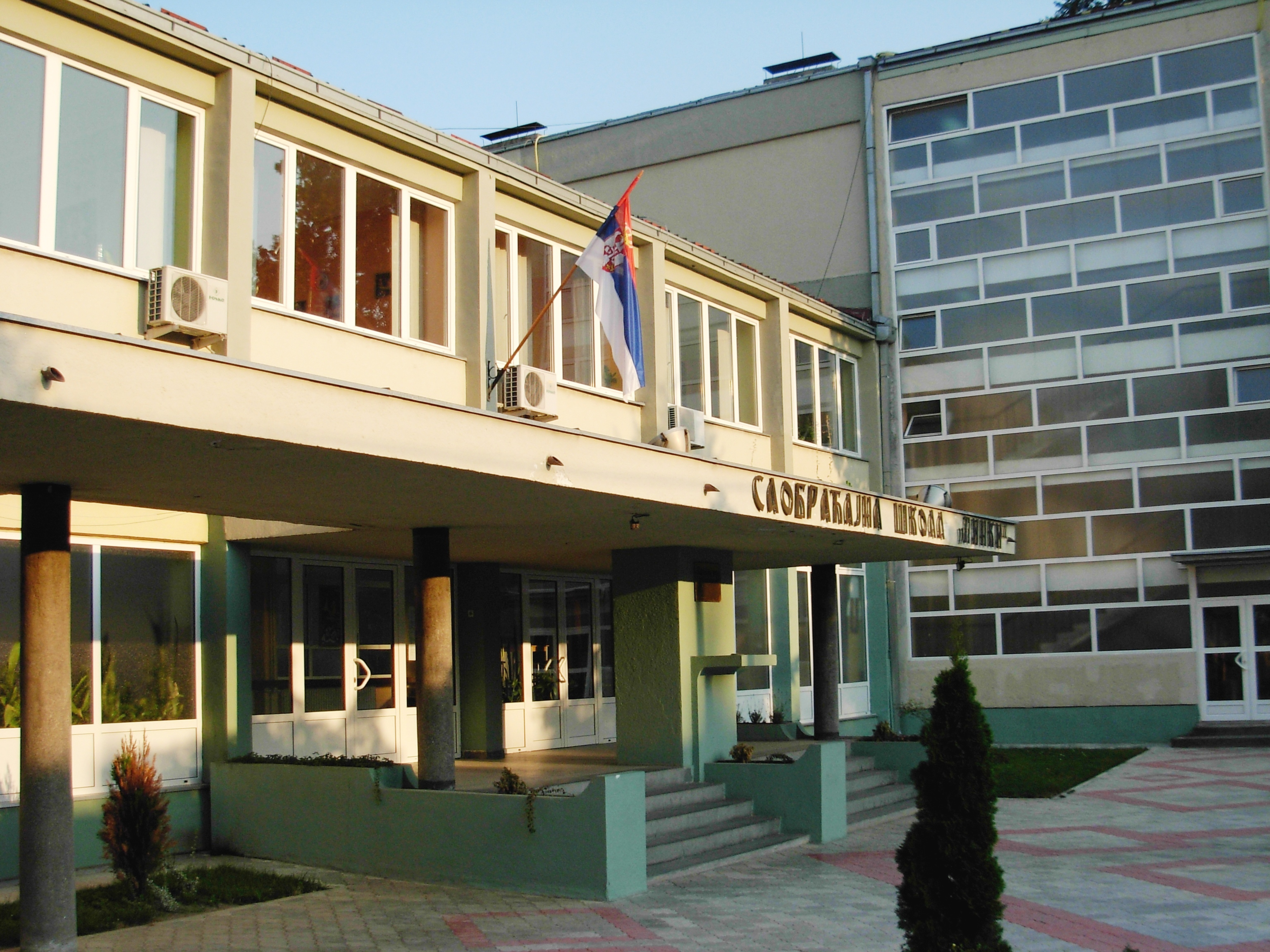
L'école secondaire de transport Pinki
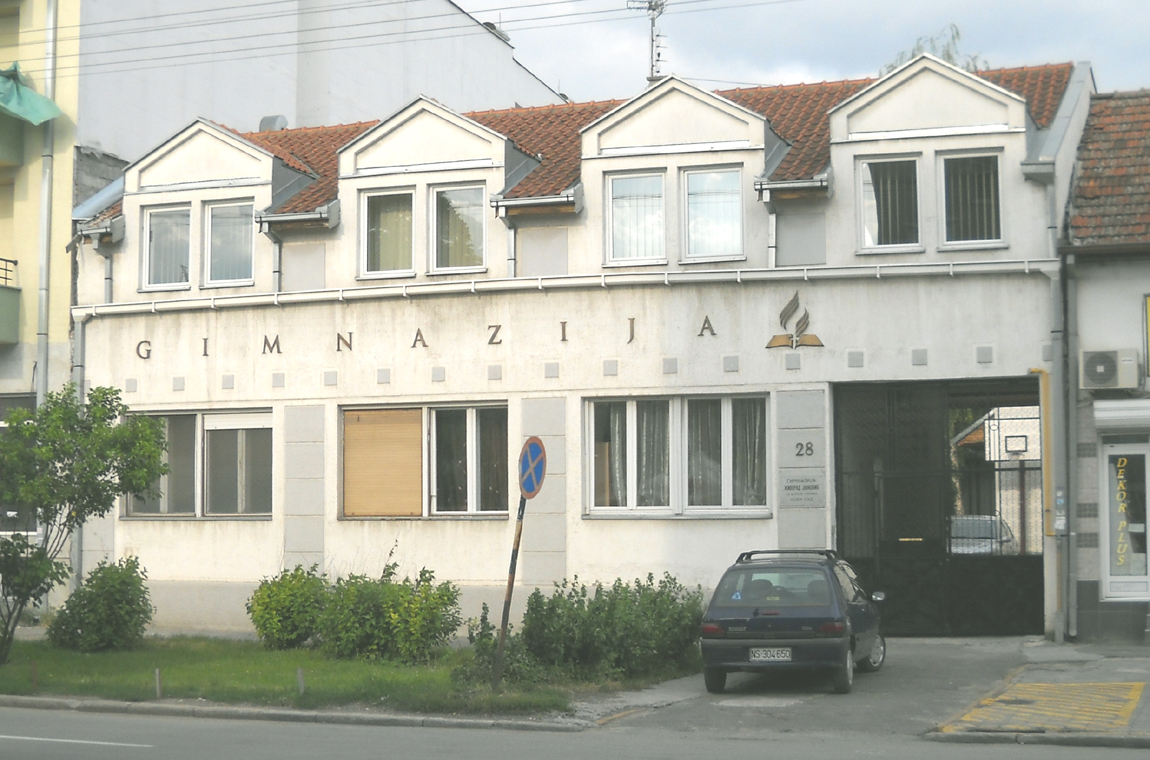
Le lycée adventiste Živorad Janković

## Économie
La zone industrielle connue sous le nom de Zone d'activités Nord III (en serbe : Radna zona sever III) est située dans la partie septentrionale de Podbara, au sud du canal Danube-Tisa-Danube. Le port de Novi Sad y est situé. On y trouve aussi le grand moulin, les silos et les usines de l'usine de pâtes et de pain Danubius, un ensemble qui fait partie de la Delta Holding et un supermarché Tempo. Cette zone d'activité inclut quelques installations économiques du quartier de Salajka.

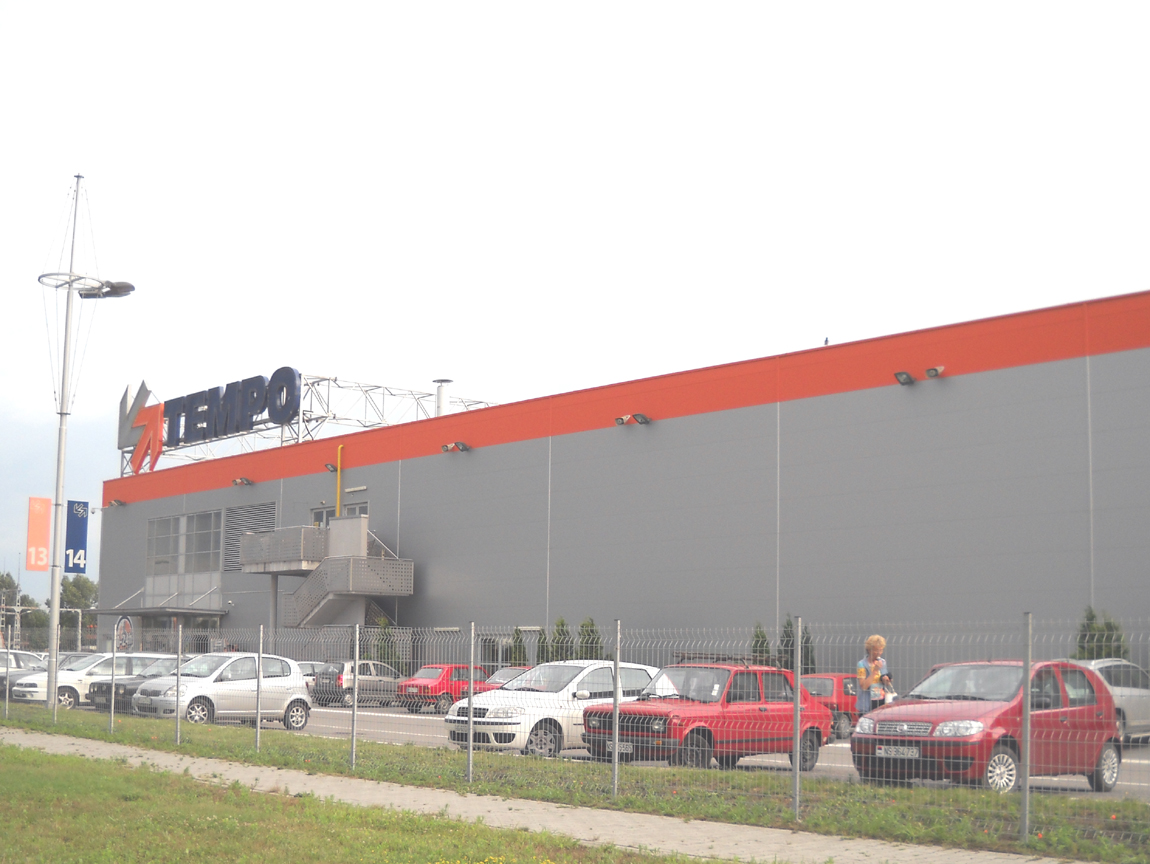
Le supermarché Tempo de Podbara